# Відновлювана енергетика Китаю

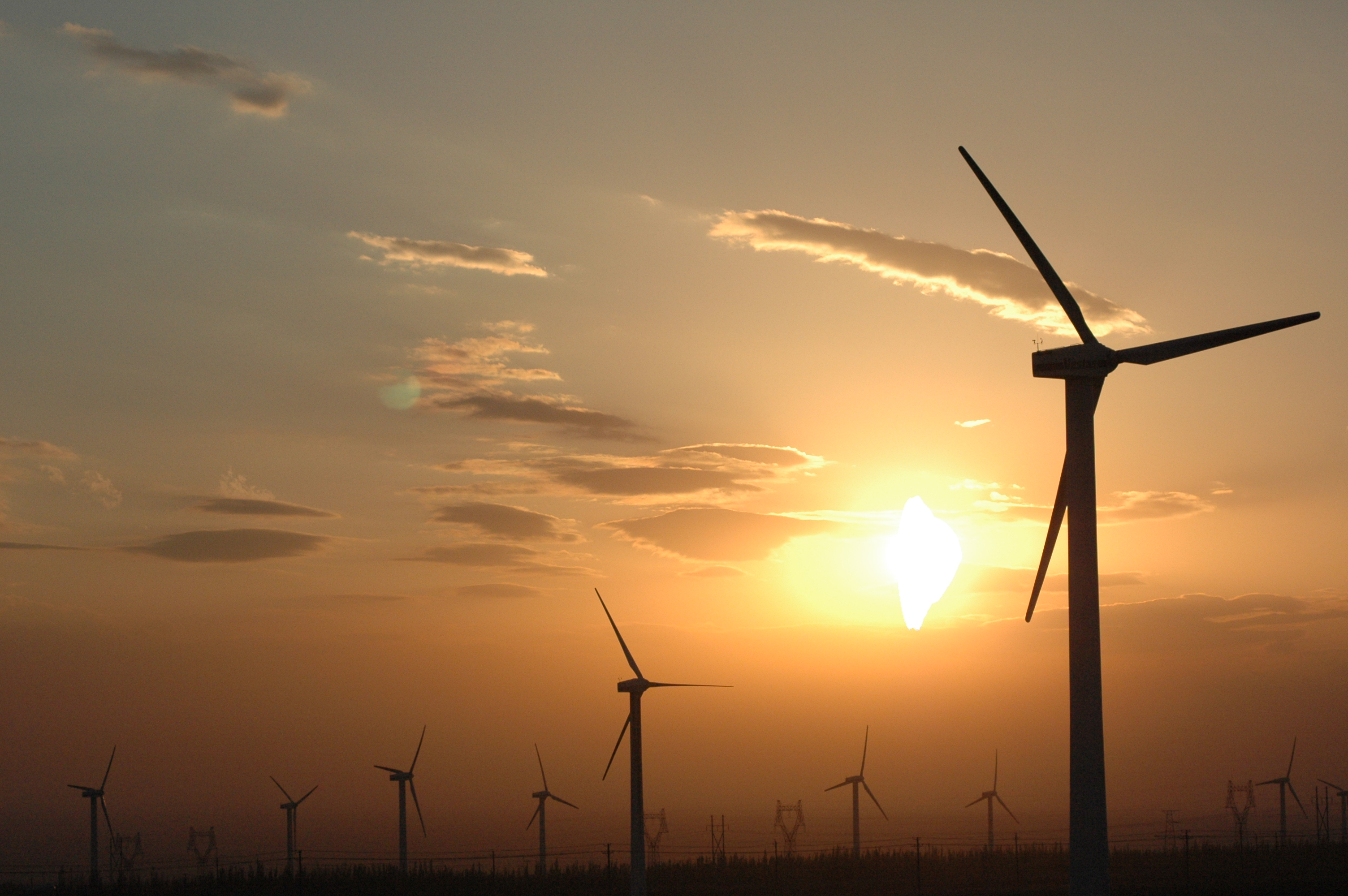
Вітрова електростанція в Сіньцзян-Уйгурському автономному районі, Китай

Відновлювана енергетика Китаю
Станом на 2013 рік Китай був світовим лідером з виробництва  відновлюваної енергії, із загальною потужністю 378 ГВт, переважно завдяки роботі ГЕС і вітроенергетиці. Станом на 2014 рік Китай лідирує у світі з виробництва та використання енергії вітру, сонячної енергії, а також у галузі використання розумних мереж енергопостачання. Китай виробляє майже стільки ж електроенергії від використання води, вітру, і Сонця, як усі електростанції Франції та Німеччині взяті разом. Сектор поновлюваних джерел енергії у Китаї зростає швидше, ніж потужності його станцій на горючих корисних копалинах і АЕС. Починаючи з 2005 року виробництво сонячних батарей у Китаї зросло у 100 разів. Разом із зростанням виробництва електроенергії з відновлюваних джерел, різко зменшилась вартість її технологій. В цьому допомогло запровадження інновацій, але основним рушієм зниження витрат було розширення ринку.
Китай бачить відновлювані джерела енергії в ролі гаранта енергетичної безпеки, а не лише як спосіб зменшити викиди парникових газів. План дій Китаю з профілактики та контролю забруднення повітря, який Держрада КНР випустила у вересні 2013 року, ілюструє бажання уряду збільшити частку відновлюваних джерел енергії в енергетичному балансі Китаю. На відміну від нафти, вугілля і газу, запаси яких кінцеві і є джерелом геополітичної напруженості, системи відновлюваної енергетики можна будувати і використовувати в будь-якому місці, де є достатньо води, вітру або сонця.

## Галузі

### Гідроенергетика

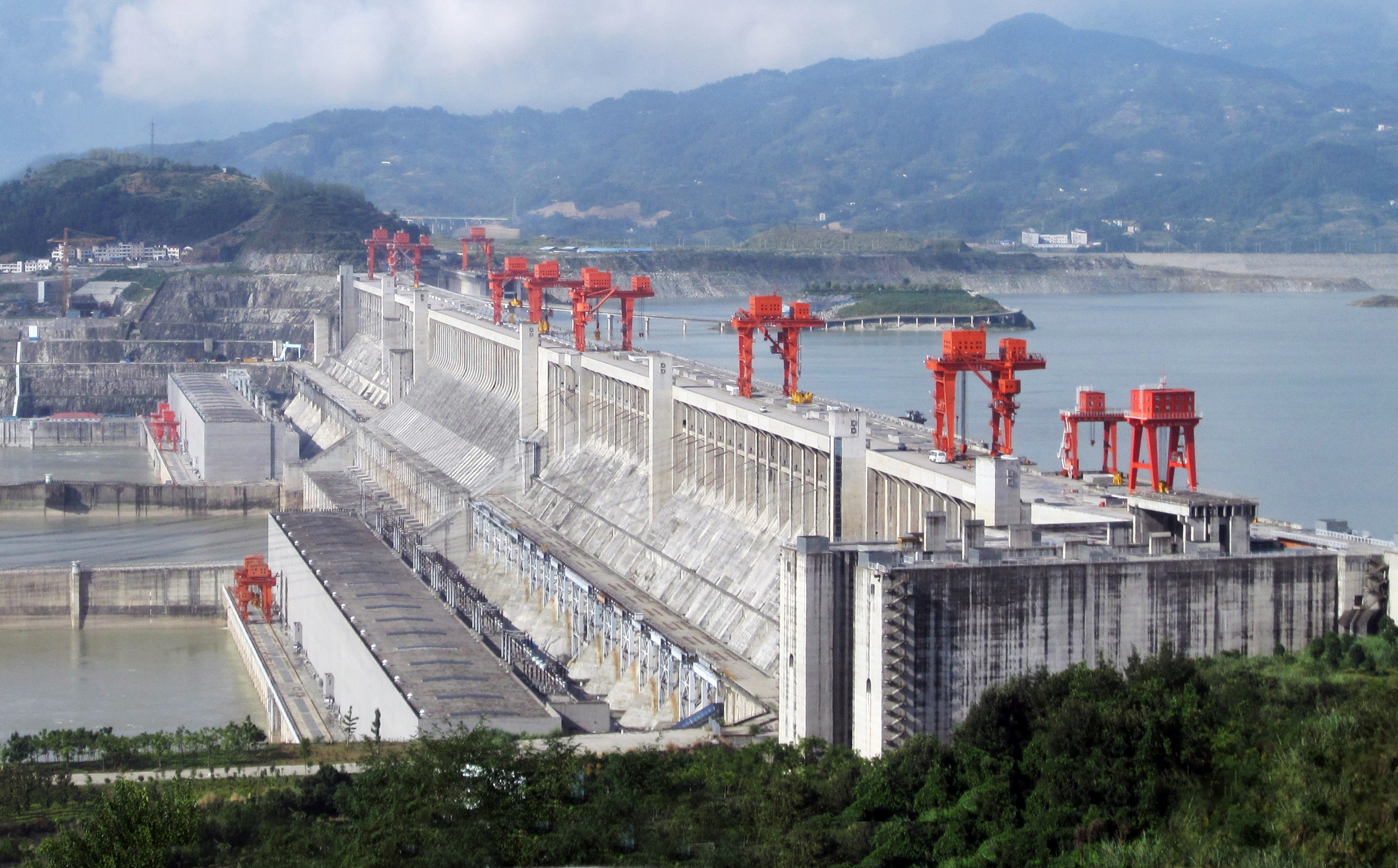
Гребля Три ущелини в провінції Хубей, Китай

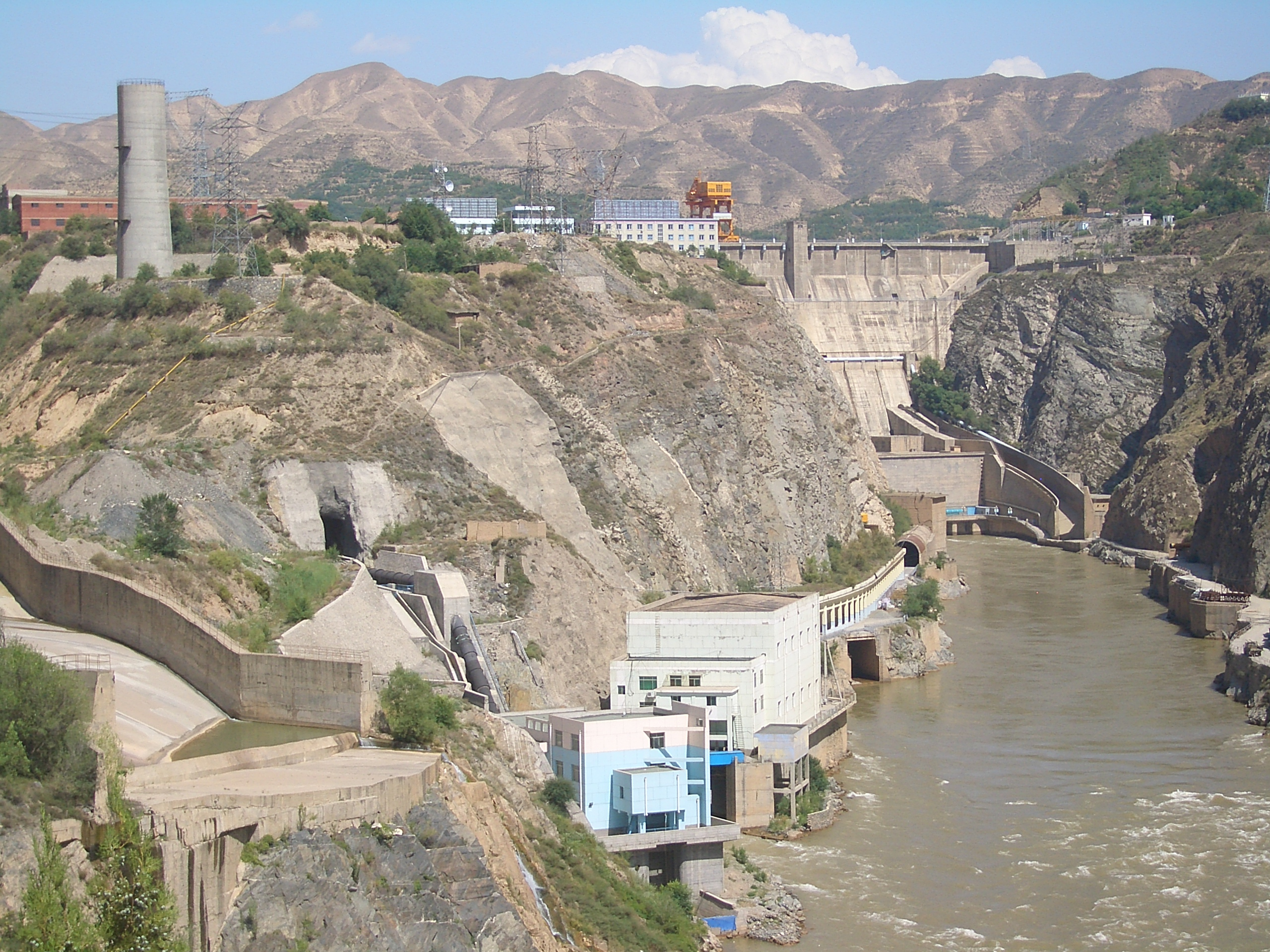
Гребля Людзякся в провінції Ганьсу, Китай

6 квітня 2007 Gansu Dang River Hydropower Project зареєстровано як проєкт Механізму чистого розвитку (МЧР) згідно з вимогами Кіотського протоколу до Рамкової конвенції ООН про зміну клімату. Проєкт складається з будівництва та експлуатації восьми руслових ГЕС потужністю 35,4 ГВт, які генеруватимуть у середньому 224 ГВт•рік. Проєкт розташований у місті Данг, Субей-Монгольського автономного повіту, провінції Ґаньсу, і пройшов сертифікацію Національної комісії з розвитку і реформ (НКРР), як такий, що відповідає документу "Заходи щодо експлуатації і управління проєктами Механізму чистого розвитку".
Станом на 2006 рік загальний обсяг встановленої потужності ГЕС, які перебували в експлуатації в Китаї, становив 10 ГВт. То ж року Національна комісія з розвитку і реформ також затвердила 13 додаткових гідроенергетичних проєктів, які у своїй сукупності даватимуть 19,5 ГВт. Серед нових гідроенергетичних проєктів, будівництво яких розпочалось 2006 року можна відзначити: гребля Сянцзяба на річці Цзіньша (6000 МВт), річка Ялунцзян (другий етап, 4800 МВт), гребля Цзінхон на річці Меконг (1750 МВт), річка Бейпан (1040 МВт), гребля Сілін на річці Уцзян (1080 МВт). 2005 року НКРР затвердила такі проєкти гідроелектростанцій і їх будівництво розпочалось: Xiluo Crossing Цзіньша (12600 МВт), гребля Лаксіва на річці Хуанхе (4200 МВт), річка Ялунцзян (перший етап) (3600 МВт)

### Вітроенергетика

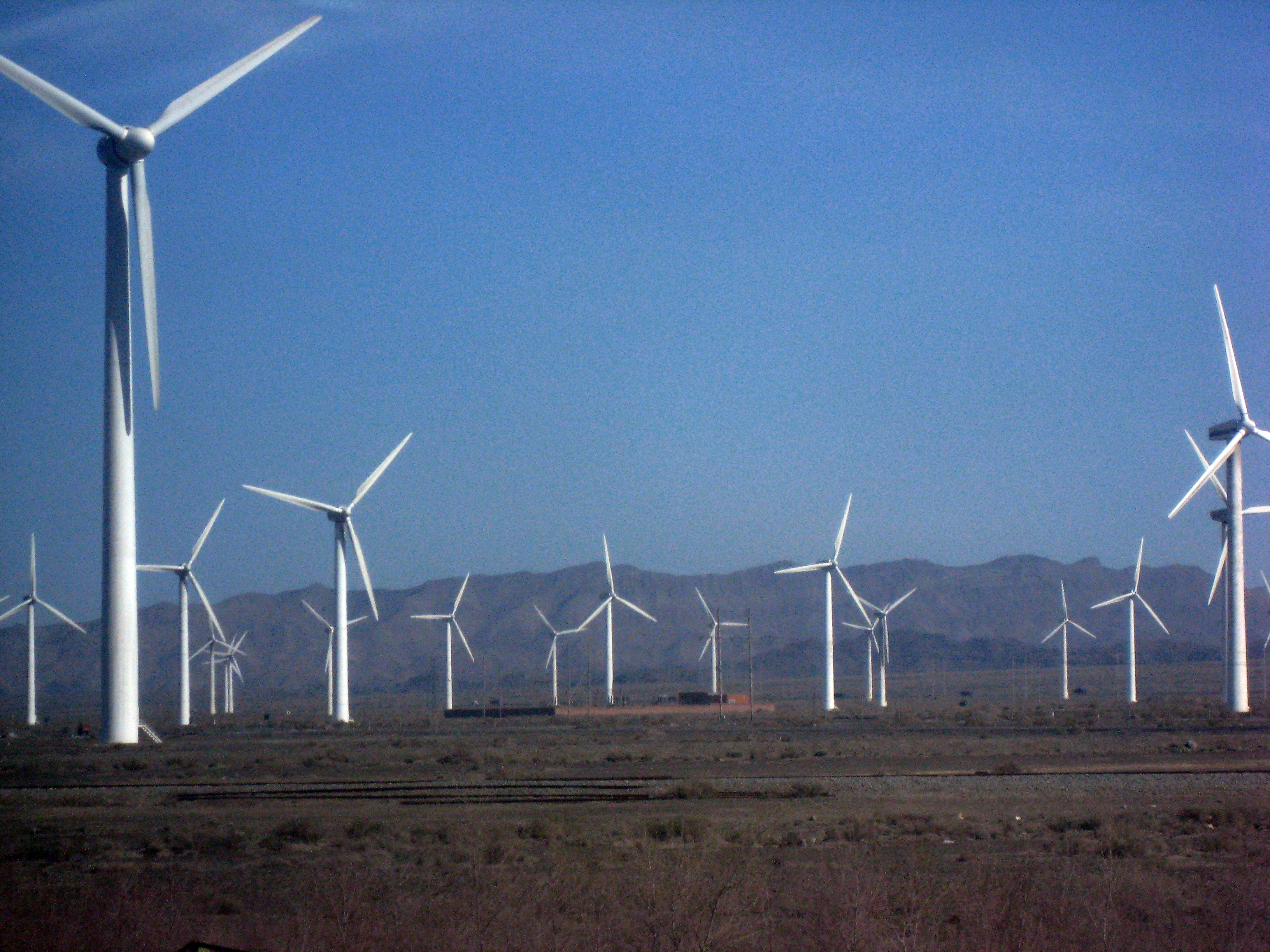
Вітрова електростанція в Сіньцзян-Уйгурському автономному районі

Китай володіє найбільшими вітровими ресурсами у світі і три чверті з них розташовані в морі. У 2008 році Китай став четвертим найбільшим виробником вітряної енергії після США, Німеччини та Іспанії. На кінець 2008 року потужність вітрових електростанцій в Китаї становила 12,2 ГВт, а у 2009 році сягнула 26 ГВт. Китай визначив енергію вітру як ключовий компонент зростання економіки країни. З 2010 року Китай став найбільшим у світі виробником вітряних турбін, обійшовши Данію, Німеччину, Іспанію та Сполучені Штати.
До кінця 2008 року принаймні п'ятнадцять китайських компаній комерційно виробляти вітрові турбіни і було ще кілька виробників компонентів до них. Набули поширення турбіни потужністю 1,5 МВт і 2. Провідними енергетичними компаніями були Goldwind, Dongfang Electric та Sinovel. Китай також збільшив виробництво дрібних вітряних турбін до 80 тис. турбін (80 МВт) в 2008 році. Через це, на думку галузевих спостерігачів, китайську вітрову енергетику не зачепила глобальна фінансова криза 2008 року.
Спочатку китайський уряд планував досягнути сумарну потужність вітрових електростанцій 10 ГВт до 2010 року, але на кінець 2009 року цей показник вже досяг 25,1 ГВт. Китай прагне виробляти 100 ГВт енергії вітру до 2020 року і заохочує іноземні компанії, особливо зі Сполучених Штатів, щоб ті інвестували в китайську вітроенергетику. Водночас, використання енергії вітру в Китаї не завжди йде в ногу з масштабами будівництва електростанцій.

### Сонячна енергія

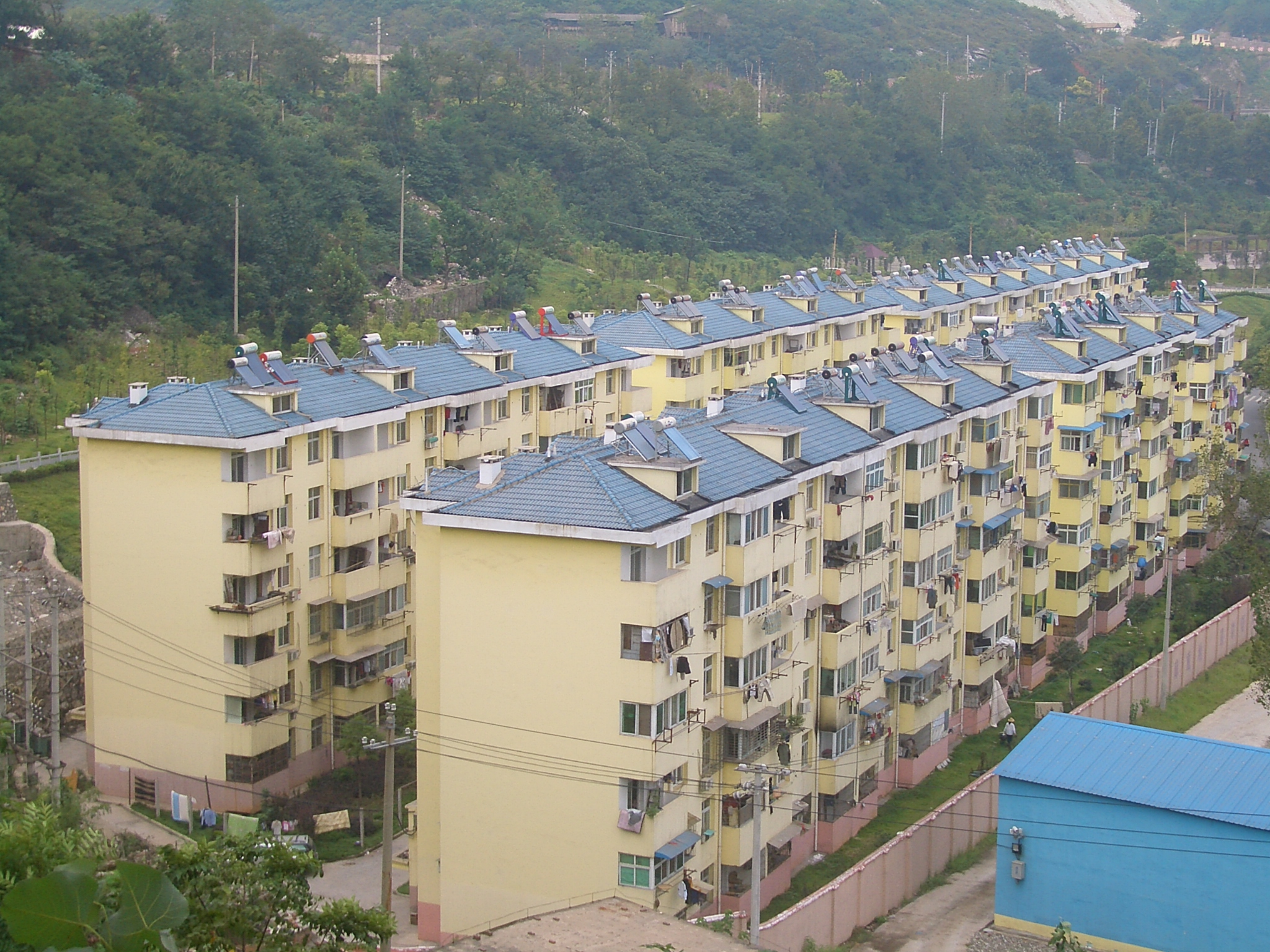
Сонячні водонагрівачі на даху набули поширення в Китаї

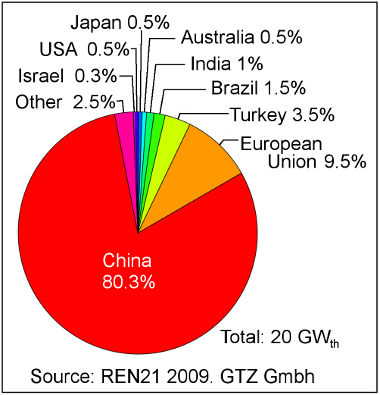
Встановлення нових сонячних водонагрівачів протягом 2007 року в усьому світі

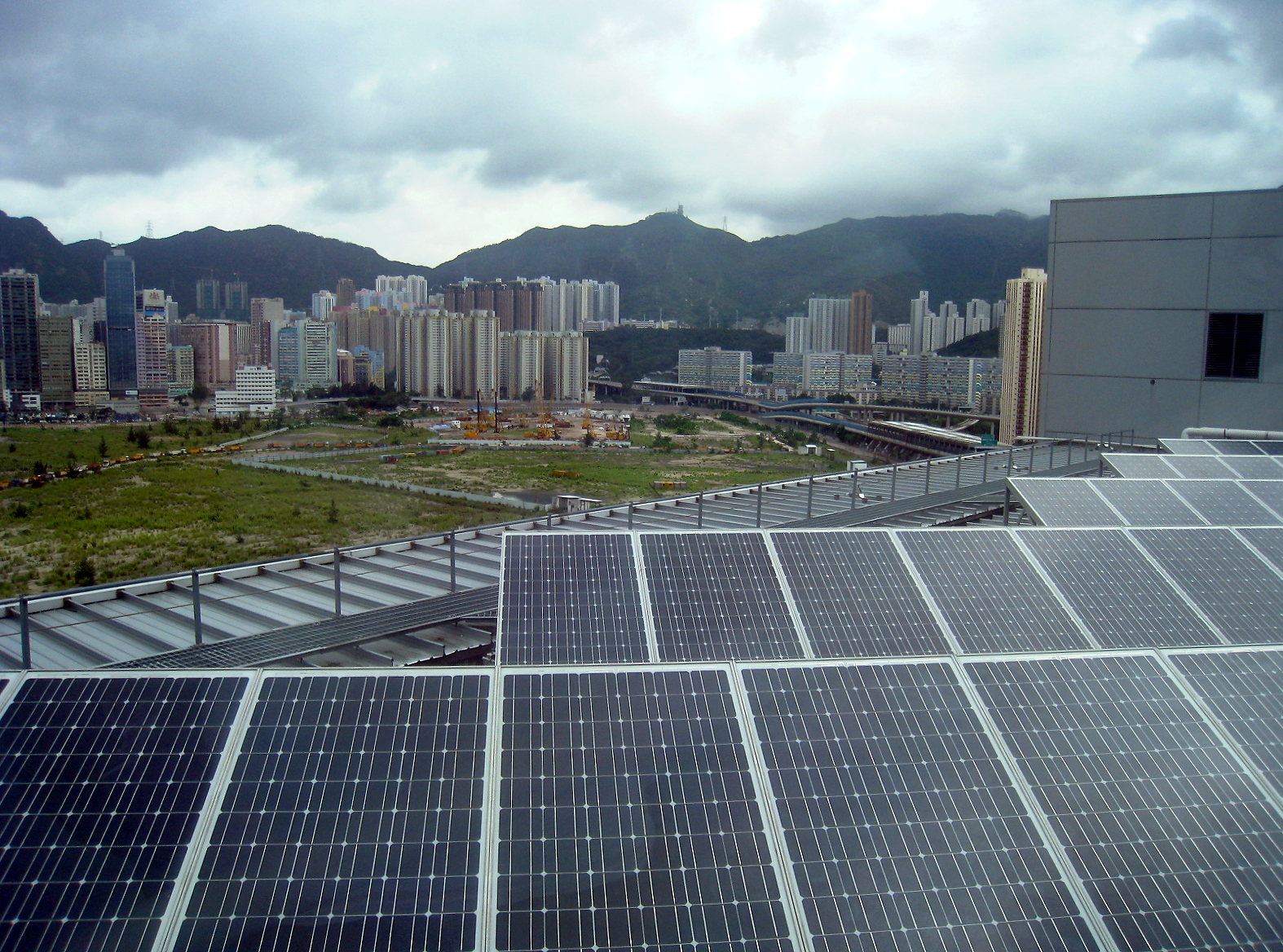
Сонячні панелі в Гонконгу

Китай виробляє 63% світової сонячної фотовольтаїки (PV) і станом на червень 2015 року є найбільшим виробником у світі. шість найбільших виробників фотовольтаїки в Китаї мають загальну вартість більш як $15 млрд .
Впродовж 2007 року електростанції Китаю, які працюють на фотовольтаїці, виробили близько 820 МВт·годин електроенергії, а це другий показник у світі після Японії.
Після введення нової схеми заохочення під назвою Golden Sun, яку уряд оголосив у 2009 році, відбулись численні події, а гравці оголосили нові плани, які стали частиною етапів розвитку сонячної енергетики та технологій для неї в Китаї. Серед цих подій потрібно відзначити нову сонячну електростанцію на технології тонких плівок, яку розробила компанія Anwell Technologies в провінції Хенань. LDK підписали угоду на проєкт станції потужністю 500 МВт в пустелі, разом з First Solar і Ordos City. У своєму виступі на саміті ООН з клімату 22 вересня 2009 року в Нью-Йорку президент Китаю гарантував подальші зусилля Китаю в напрямку переходу на оновлювані джерела енергії, пообіцявши, що Китай затвердить плани виробляти 15% своєї енергії з відновлюваних джерел через 10 років.
Близько 50 МВт встановленої сонячної потужності додано в Китаї 2008 року, що більш як удвічі перевищує показник 2007 року 20 МВт. Уряд оголосив про намір збільшити встановлену потужність до 20 ГВт до 2020 року. Якщо китайським компаніям вдасться розробити дешеві й надійні сонячні модулі, то це стане виходом для країни, яка відчайдушно намагається знизити свою залежність від вугілля та імпорту нафти, а також тиск на своє довкілля, перейшовши на відновлювані джерела енергії.
Компанія China General Nuclear Power Group (CGN) в березні 2020 року ввела в експлуатацію фотоелектричну електростанцію, яка розташована на території рибоводного ставка. Цей проєкт є однією з перших і найбільших несубсидованих станцій, схвалених китайською Національною комісією з розвитку і реформ (NDRC) у 2019 році. Станція продає електроенергію за ціною 0,3844 юаня ($0,054) за кВт•год. Основною особливістю проєкту є його розміщення на території рибоводного ставка. Тобто сонячні модулі розташовані над водою, на монтажних конструкціях, які підтримуються 88866 палями, вбитими в дно водойми. Така синергія дозволяє збільшити доходи, одержувані з однієї ділянки.
Huanghe Hydropower Development протягом 2019-2020 років побудувала найбільший проєкт сонячної енергетики в пустелі. Китайський виробник інверторів Sungrow заявив, що сонячна електростанція потужністю 2,2 ГВт була побудована в п'ять фаз. Проєкт передбачав інвестиції в розмірі $2,2 млрд.

### Біопаливо та біомаса
Китай став третім за величиною в світі виробником біопалива на основі етанолу  (після США та Бразилії) наприкінці 10-ї п'ятирічки у 2005 році і нині етанол становить 20% від загальної витрати палива на транспорті. У 11-й п'ятирічці (від 2006 до 2010) Китай планується виробляти 6 млн тонн на рік паливного етанолу, а до 2020 року планує збільшити цей показник до 15 млн тонн. Попри такий високий рівень виробництва, експерти кажуть, що не буде жодної загрози продовольчій безпеці, хоча більша кількість фермерів будуть виробляти "фермерську нафту", якщо ціна сирої нафти продовжить зростати. Судячи із запланованих етанолових проєктів у деяких провінціях Китаю, виробництво зерна буде недостатнім, щоб забезпечити raw material for plants в цих провінціях. У нещодавно опублікованому World Economic Outlook Міжнародний валютний фонд висловив заклопотаність у тому, що посилиться конкуренція у всьому світі між використанням сільськогосподарської продукції як біопалива і продуктів харчування і, що конкуренція, швидше за все, продовжить призводити до збільшення цін на продукти сільського господарства.
Розпочато роботу над проєктом вартістю 250 ¥ під назвою Kaiyou Green Energy Biomass (Rice Husks) Power Generating, що розташований у зоні економічного розвитку Суцянь (провінція Цзянсу). Проєкт Kaiyou Green Energy Biomass Power буде виробляти 144 ГВт·рік використовуючи в ролі палива 200 тис тонн відходів рослинництва на рік.
Біоенергетика також використовується в Китаї на рівні індивідуальних господарств, як у формі  печей, що працюють на біомасі так і виробляючи біогаз із гною.

### Геотермальна

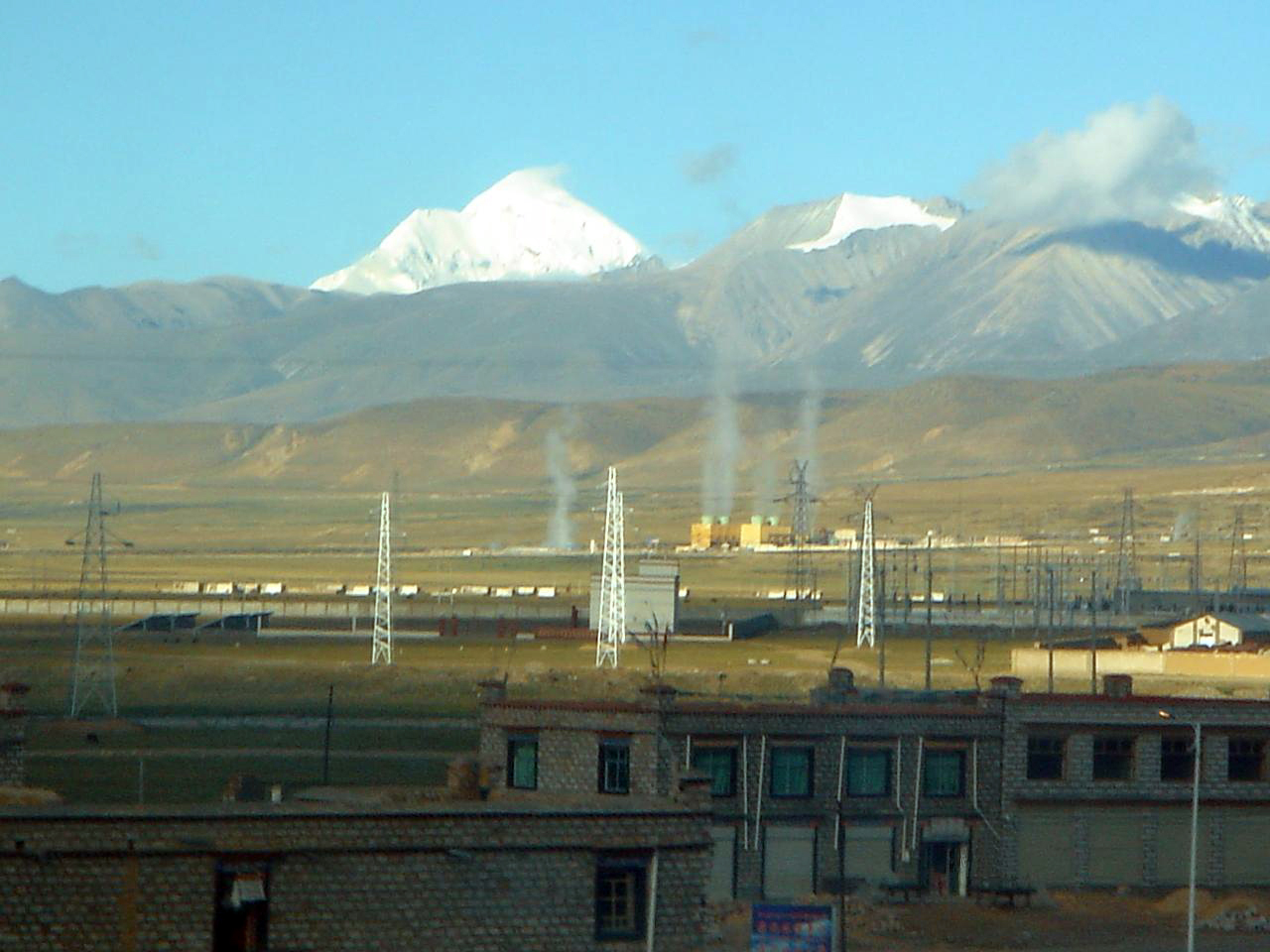
Електростанція потужність 24 МВт на геотермальному родовищі Янбаяїн

Китай багатий на геотермальні ресурси, які поширені по всій країні. Є більш як 2700 поверхневих гарячих джерел, з температурою понад 250 °C. У 1990 році загальна витрата теплової води для прямого використання становила понад 9500 кг/с, що робило Китай другим прямим користувачем геотермальної енергії у світі. Визнаючи геотермальну енергію в ролі альтернативного і поновлюваного енергоресурсу з 1970, Китай провів великі розвідки, спрямовані на виявлення ресурсів з високими температурами для вироблення електроенергії. До 2006 року в материковому Китаї знайдено 181 геотермальну систему, які прогнозовано могли б давати 1740 МВт·годин електроенергії. Однак станом на 2006 рік перебували в експлуатації лише сім електростанцій, загальною потужністю 32 МВт.